# Awirs
Pour les articles homonymes, voir Awirs (homonymie).
Awirs (en wallon Lès-Awères) est une section de la commune belge de Flémalle située en Région wallonne dans la province de Liège.
C'était une commune à part entière avant la fusion des communes de 1977. L'ancienne commune de Gleixhe lui fut adjointe le 6 juillet 1964. Elle comptait 2 869 habitants au 31 décembre 2004.

## Étymologie
Le mot « AWIRS » vient du wallon Awers, qui signifie ruisseaux. En effet les Awirs sont veinés d'une multitude de ramifications qui les traverse (dont le ruisseau des Awirs) pour aller se jeter dans la Meuse au lieu-dit Basse Awirs.

## Géographie

### Les lieux-dits
Aigremont, Basse Awirs, Béguines, Commune Gilles, Cowâ, Héna, La Crâne, La Tewée, La Tesnir, Les Fagnes, Les Tourettes, Sart d'Avette, Six Bonniers, Thierville, Trockay, Bois des Moines et Bois Saint-Remacle.

## Démographie
- Sources : INS, Rem. : 1831 jusqu'en 1970 = recensements, 1976 = nombre d'habitants au 31 décembre.

### Quelques chiffres vers 1950
2390 habitants ;
746 maisons ;
superficie de 464 ha.

## Patrimoine et culture

### Monuments et sites
- Grottes Schmerling, où furent trouvés en 1830 les premiers restes de l'Homme de Néandertal (identifié comme homme fossile en 1856).
- L'église des Awirs est dédiée à saint Étienne.
- Le château d'Aigremont a été construit au début du XVIIIe siècle dans le style baroque.
- Buste du professeur Philippe-Charles Schmerling, par le sculpteur Léon Mignon.

## Galerie

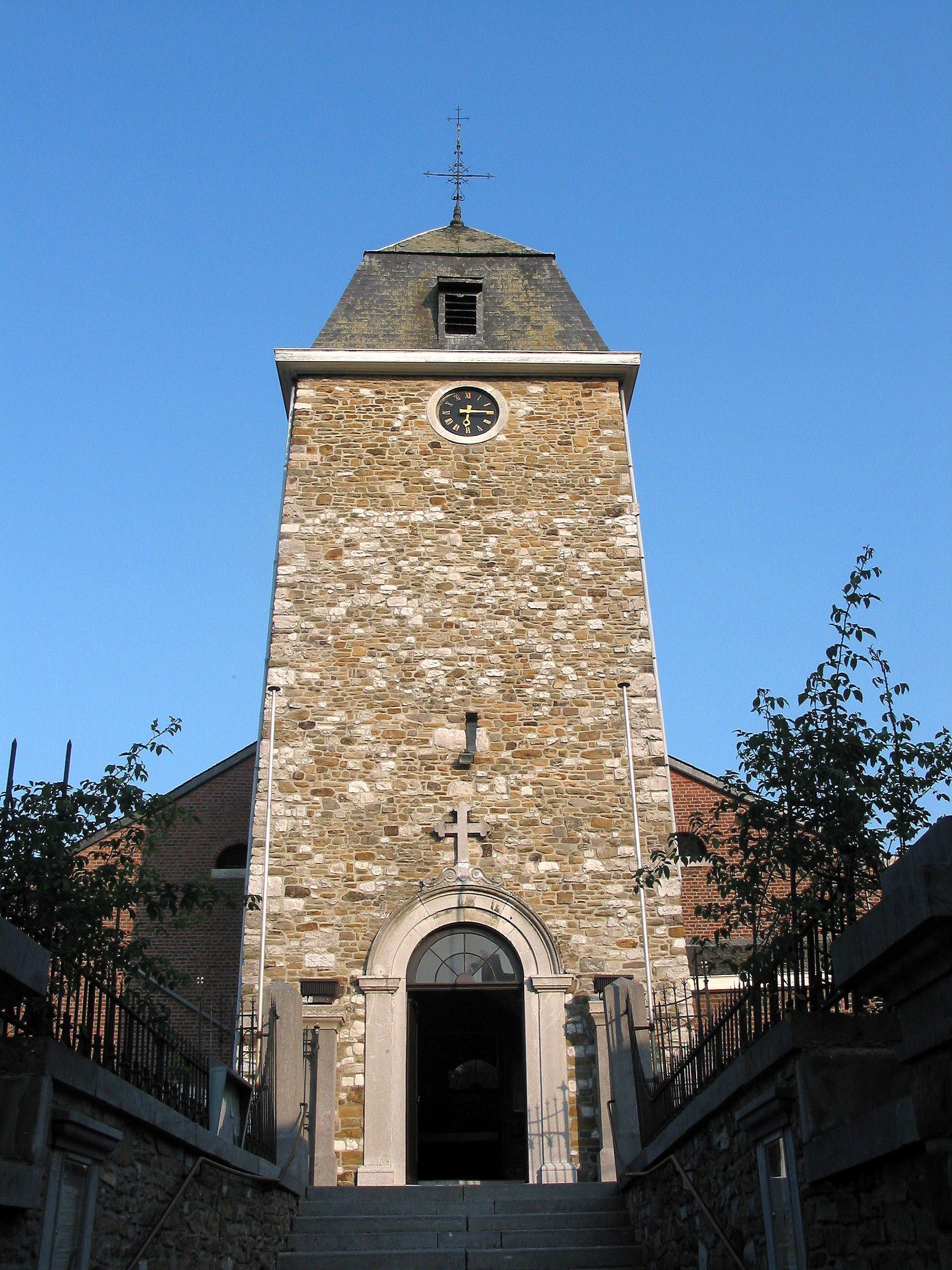
Tour du 12e siècle de l'Eglise Saint-Étienne.
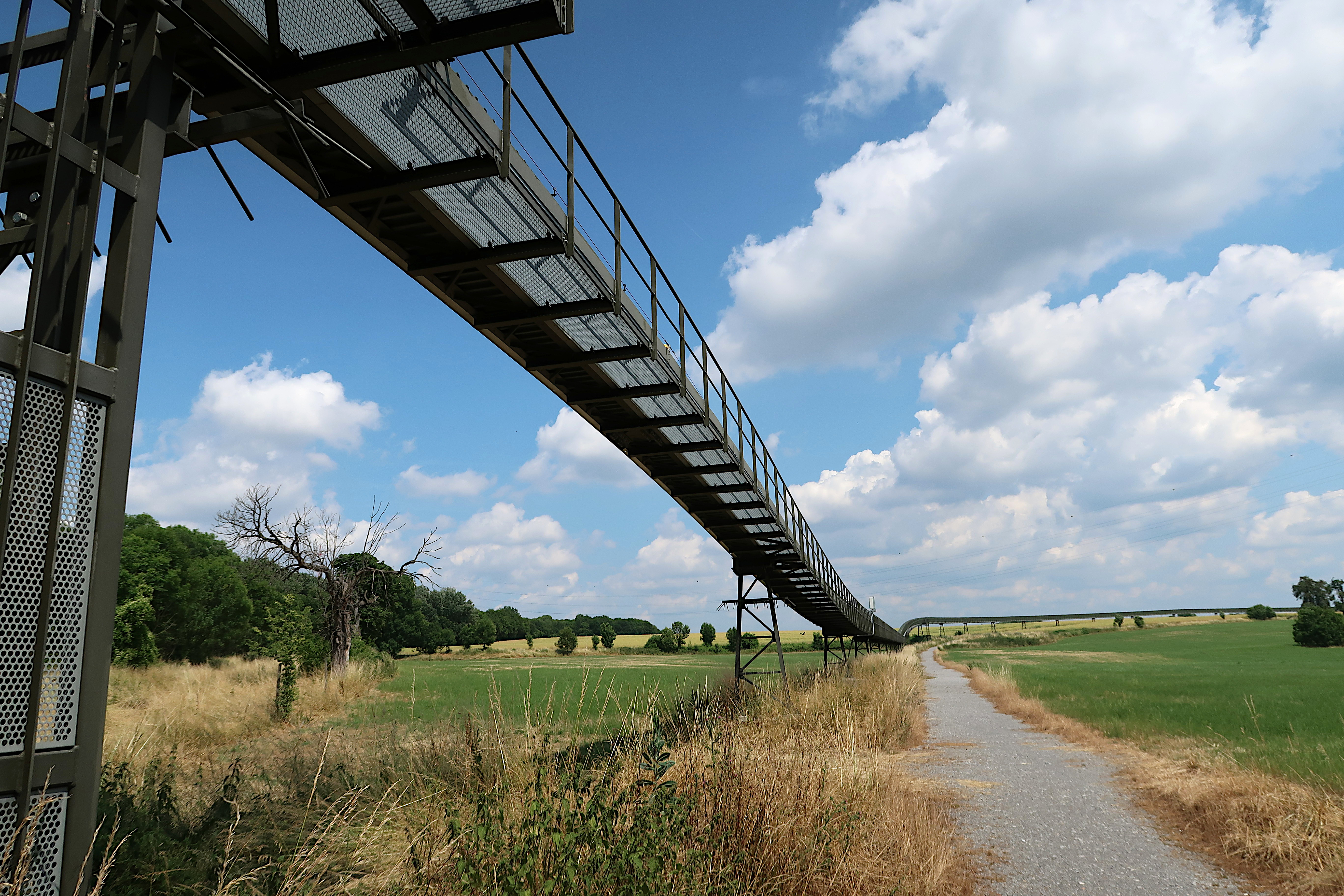
Convoyeur du terril Hena.
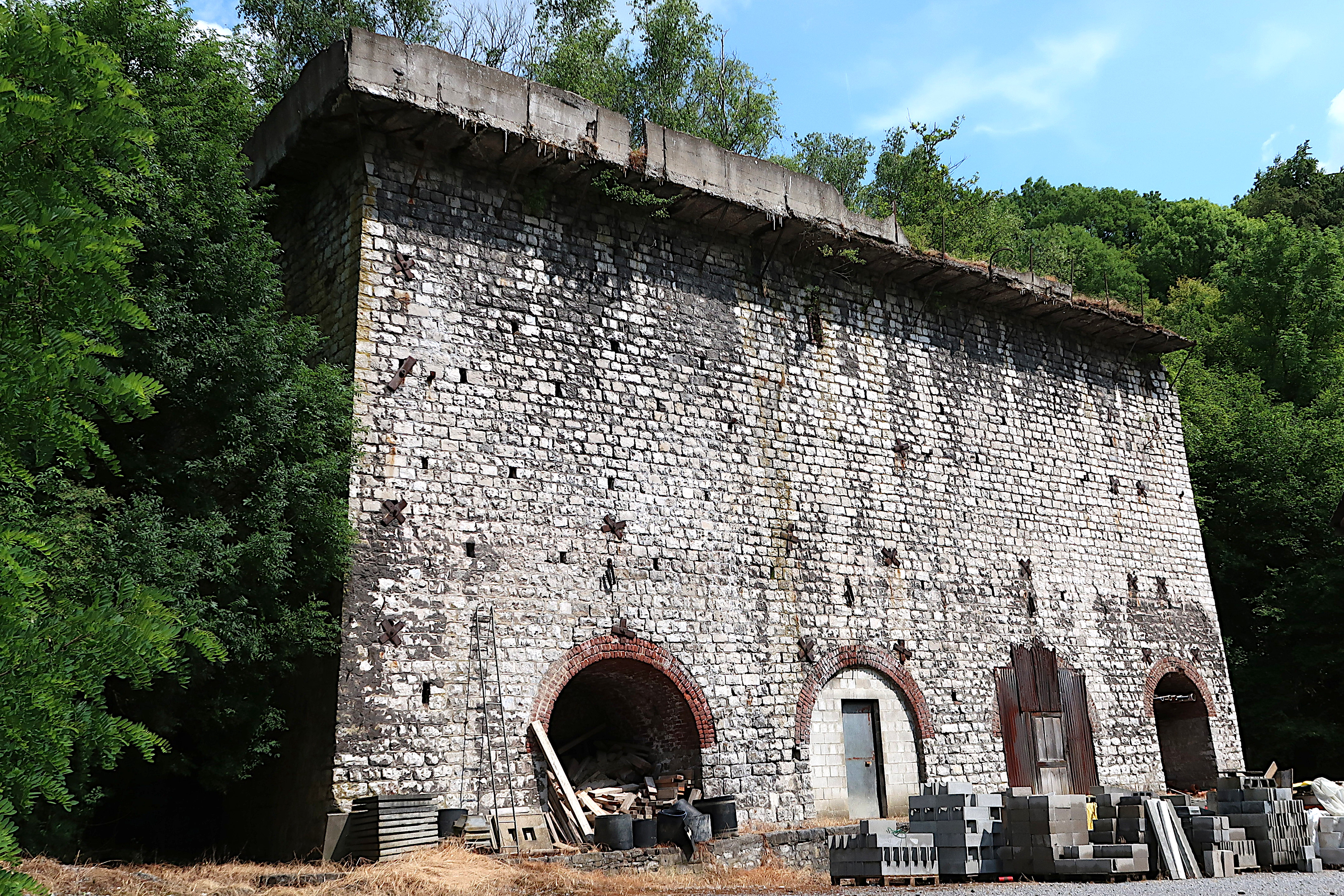
Anciens fours à chaux.